# Lennart Ason
Lennart Ason, egentligen Axel Hartvig Lennart Andersson, född 4 februari 1920 i Annedals församling i Göteborg, död 14 mars 1992 i Angereds församling, var en svensk målare och skulptör.
Ason studerade vid Slöjdföreningens skola och Valands målarskola i Göteborg. Bland hans offentliga arbeten märks utsmyckningen av Bergaviksskolan. Hans bildkonst består av ett burleskt figurmåleri samt skulpturer i svetsteknik. Han var under en period lärare och förestod målarateljén vid S:t Jörgens sjukhus. Ason är representerad vid Moderna Museet, Nationalmuseum, Göteborgs konstmuseum, Örebro läns museum, Borås konstmuseum, Kalmar museum och vid museerna i Reykjavik och Helsingfors.